# لوكنفالده
لوكنوالده (بالألمانية: Luckenwalde) هي مدينة و بلدة ألمانية تقع في ألمانيا في براندنبورغ. يقدر عدد سكانها بـ 21,176 نسمة .

## المدن التوأمة
مدن دييب(السين البحرية) و باد زالتسوفلن هي مدن توأمة لـلوكنوالده.

## أعلام
- كارل هاريز
- هانس فرودنثال
- ماريان آدم
- ستيفن جان